# Osmofory
Osmofory – jedna ze struktur wydzielniczych roślin zapewniająca wydzielanie substancji lotnych, zwykle olejków eterycznych. Struktury tego typu występują między innymi u Asclepiadaceae, Aristolochiaceae, Araceae, Burmaniaceae, Orchidaceae. Te specjalne gruczoły zbudowane są z kilku warstw komórek zbitej i wakularyzowanej lub luźnej z licznymi przestworami międzykomórkowymi. Mają kształt skrzydełek, rzęsek lub szczotek. Zlokalizowane w epidermie okrywy kwiatowej zapewniają krótkotrwałe wydzielanie substancji zapachowych wabiących owady zapylające. Osmofory występują też u niektórych roślin drapieżnych (np. u rosiczek Drosera), przy czym w tym wypadku wykształcają się na liściach pułapkowych i służą wabieniu ofiar (kwiaty takich roślin pozostają bezwonne). 